# Willie Bauld
William Russell Logan Bauld (* 24. Januar 1927 in Newtongrange; † 11. März 1977 in Edinburgh) war ein schottischer Fußballspieler.

## Karriere

### Verein
Willie Bauld wurde 1927 in Newtongrange unweit von Edinburgh gelegen, im schottischen Kohlerevier geboren. Er begann seine Karriere bei Newtongrange Star, bevor er ab dem Jahr 1946 mit einer kurzen Unterbrechung durch einen Leihe zu Edinburgh City bis 1962 bei Heart of Midlothian spielte. Zusammen mit den Angreifern Alfie Conn sr. und Jimmy Wardhaugh bildete Bauld bei den Hearts in den 1950er Jahren das bekannte Terrible Trio. Mit den Hearts gewann er zwei Schottische Meisterschaften, einmal den Pokal und dreimal den Ligapokal. Zudem wurde er 1950 und 1955 Torschützenkönig in Schottland.
Für die Hearts absolvierte er insgesamt 510 Pflichtspiele und erzielte dabei 355 Tore.
Im Jahr 2007 wurde Bauld in die Scottish Football Hall of Fame aufgenommen.

### Nationalmannschaft
Willie Bauld kam im Jahr 1950 dreimal für die schottischen Nationalmannschaft zum Einsatz. Sein Debüt gab er am 15. April 1950 im Hampden Park in Glasgow gegen England. In seinem zweiten Länderspiel gegen die Schweiz erzielte er den Führungstreffer beim 3:1-Sieg. Seinen letzten Einsatz für Schottland absolvierte Bauld im Mai 1950 gegen Portugal, bei dem er erneut traf.

## Erfolge
mit Heart of Midlothian:
- Schottischer Meister: 1958, 1960
- Schottischer Pokalsieger: 1956
- Schottischer Ligapokalsieger: 1955, 1959, 1960

Individuell: 
- Torschützenkönig in Schottland: 1950, 1955